# جزلان
جزلان هي قرية في مقاطعة نائين، إيران. يقدر عدد سكانها بـ 76 نسمة بحسب إحصاء 2016.